# Punta Rucumilla
Pour les articles homonymes, voir Rucumilla.
Punta Rucumilla est un promontoire situé au Chili. Il est situé dans la province de Magallanes et la région de Magallanes et de l'Antarctique chilien, dans la partie sud du pays, à 2 200 km au sud de la capitale, Santiago du Chili.
Le terrain intérieur est vallonné au sud-est, mais au nord-ouest, il est montagneux. La mer forme une baie au sud de Punta Rucumilla. Le point culminant à proximité est à 448 mètres d’altitude, à 1,2 km à l’est de Punta Rucumilla. La zone autour de Punta Rucumilla est presque inhabitée, avec moins de deux habitants au kilomètre carré. Il n’y a pas de localités à proximité. La zone autour de Punta Rucumilla se compose principalement de prairies.